# PT PAL Indonesia
Pour les articles homonymes, voir Pal.

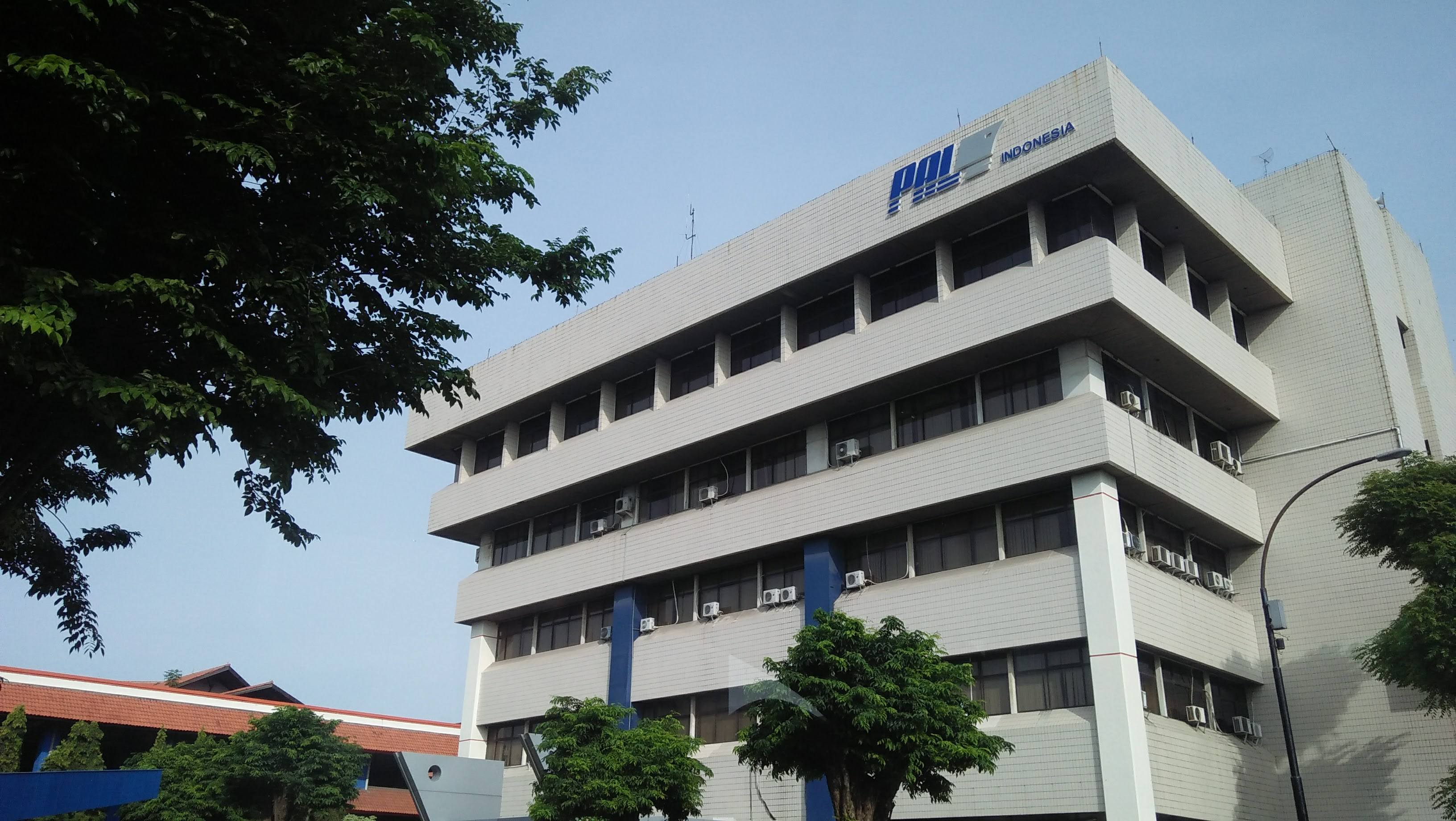
Le siège de PT PAL Indonesia à Surabaya

PT PAL Indonesia est une entreprise de construction navale située à Surabaya dans la province indonésienne de Java oriental. 

## Histoire

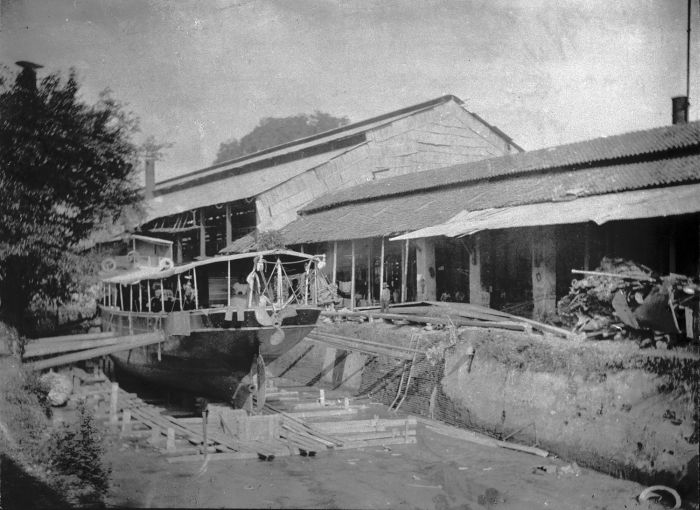
Forme de radoub de la Nederlandsch Indische Industrie à Surabaya en 1898

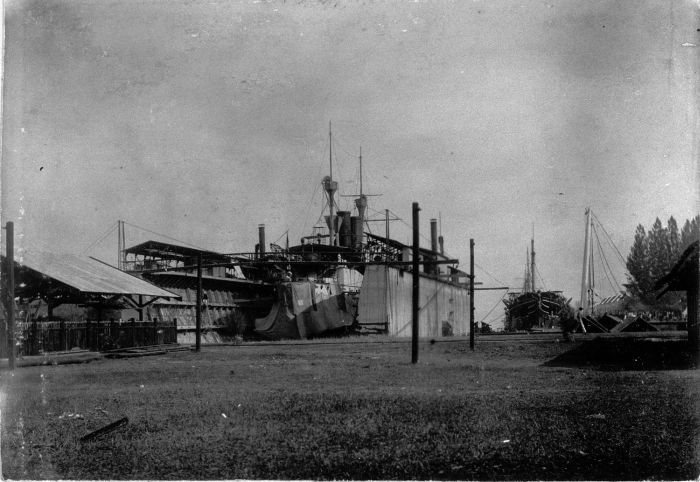
Corvette de la Koninklijke Marine néerlandaise dans une forme de radoub à Surabaya dans les années 1890

En 1939, le gouvernement colonial des Indes orientales néerlandaises établit un chantier naval du nom de "Marina". Durant l'occupation japonaise des Indes néerlandaises, l'entreprise est rebaptisée "Kaigun SE 2124". Avec l'indépendance, le jeune gouvernement indonésien nationalise l'entreprise et la rebaptise Penataran Angkatan Laut ("amélioration de la marine") ou PAL. Le 15 avril 1980, le gouvernement indonésien modifie le statut de l'entreprise, qui devient une Perseroan Terbatas ("société à actionnariat limité") ou PT.
L'entreprise est située à Ujung, Surabaya.

## Navires de guerre
Les navires de guerre construits par PT PAL comprennent notamment :
- Les patrouilleurs du type FPB-57,
- Les navires d'attaque rapides de la classe Clurit,
- Les navires d'attaque rapides de la classe Sampari,
- Les Landing Platform Dock de la classe Makassar.

PT PAL a également commencé la construction, en coopération avec le constructeur néerlandais Damen Schelde Naval Shipbuilding, de 2 frégates de la classe Sigma 10514, désignées par l'expression Perusak Kawal Rudal ("destroyeur escorteur à missiles") ou PKR.
Par ailleurs, PT PAL va investir pour pouvoir construire un troisième sous-marin de la classe Chang Bogo.

## Navires de commerce
PT PAL construit des navires marchands jusqu'à 50 000 DWT, des porte-conteneurs jusqu'à 1 600 TEU et des tankers.